# 장다사로
장다사로(1957년 ~ )는 대한민국의 공무원 역임자이다. 국회부의장 이상득의 비서실장이었고 이상득의 동생 이명박이 제17대 대통령 선거를 앞두고 발족한 대선 준비팀 안국포럼 출신이기도 하였다. 제16대 대통령 노무현 비리 여부 수사를 진행한 대검찰청 중앙수사부장 이인규와 대통령실 민정수석비서관 정동기 등과 경동고등학교 동문으로 교분이 있었다.

## 약력
- 2008 대통령실 민정수석 민정1비서관
- 2008. 02 대통령실 정무수석실 정무1비서관
- 2006 이상득 국회부의장 비서실 실장
- 2005. 01 한나라당 부대변인
- 2004. 06 한나라당 전국네트워크본부 팀장
- 2004. 01 한나라당 조직국 국장
- 1997 신한국당 언론담당 보좌역
- 국민대학교 졸업
- 경동고등학교 졸업